# Айша-Биби (персонаж)
Айша́-Биби́ (каз. Айша бибі) — девушка, персонаж легенды.

## Легенда

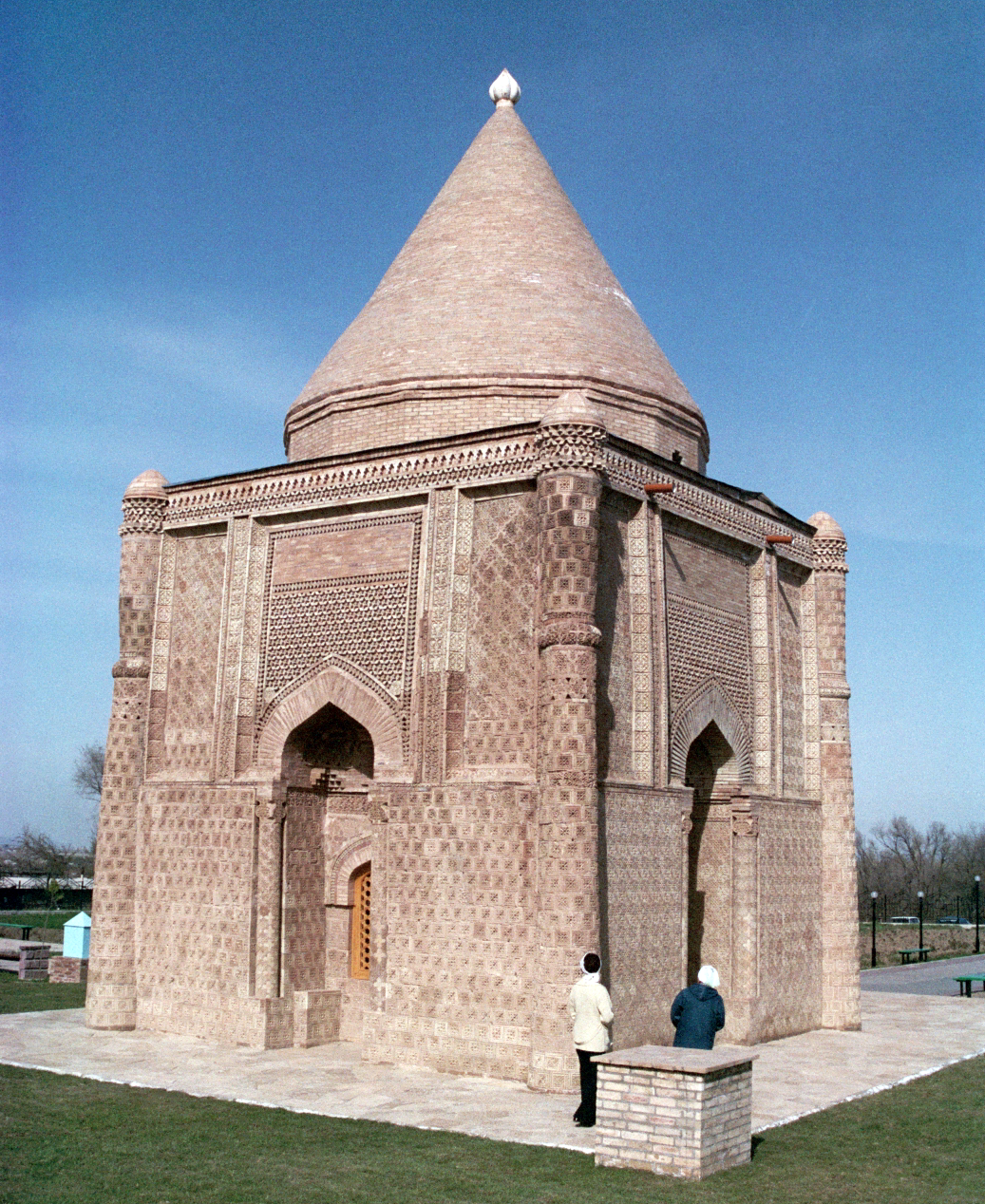
Мавзолей Айши-Биби неподалёку от Тараза.

По одной из версий легенды, Айша-Биби жила близ города Ташкента в XI—XII веке. Карахан, правитель Караханидского государства, приехал в гости к Айгоже (Зенги-Баба), отцу Айша-Биби. Айша-Биби и Карахан влюбляются друг в друга. После известия о нападении врагов Карахан отправляется на защиту родного края. В условленное время Карахан не смог приехать к Айша-Биби, и она, переживая за его судьбу, спрашивает разрешения отца поехать на родину Карахана. Девушка, несмотря на запрет, выезжает к Карахану вместе с 40 подругами. В пути Айша-Биби умирает от укуса змеи. Карахан совершает обряд помолвки в надежде на то, что Айша-Биби станет его суженной в потустороннем мире, и в знак любви к ней строит гробницу-мавзолей (ныне в селе Айша-Биби, близ города Тараз).
Писатель Бахтияр Абильдаев на основе этой легенды написал пьесу «Айша биби».

### Другие версии
В другой версии легенды Айша-Биби описывается как сестра китайской княжны-христианки Ханым-Биби, которая вышла замуж за хана Самарканда. После того, как Айша-Биби посещает свою сестру в Смараканде, она умирает вблизи реки Асы, где и был сооружён мавзолей в её честь. Также в одном из рассказов отцом Айша-Биби назван Исмаил-ата, который нехотя соглашается выдать свою дочь за Аулие-Ата, но говорит жениху, что тот не увидится с его дочерью. Его пророчество сбывается и она умирает по пути к Аулие-ата. По другой версии, Айша-Биби была сестрой жены Тамерлана (вероятно речь идёт о Сарай-мульк ханым) и дочерью правителя Чинмачина (Китай). Однажды она отправляется посмотреть на строительство медресе её сестры в Бухаре, но по пути её настигает болезнь и она умирает. После этого Тамерлан приказывает построить мавзолей над могилой свояченицы.